# Judo na Igrzyskach Frankofońskich 2009
Judo na Igrzyskach Frankofońskich 2009 w Bejrucie odbyło się w dniach 28 -30 września 2009 r. na stadionie Michel el Murr. W tabeli medalowej zwyciężyli Francuzi, którzy sięgnęli po osiem złotych krążków w tej dyscyplinie sportowej. 

## Medaliści

### Mężczyźni
| Kategoria wagowa           |                          |                    |                       |
| -------------------------- | ------------------------ | ------------------ | --------------------- |
| Waga ekstralekka (60 kg)   | Sofiane Milous           | Alae Idrissi       | Fraj Dhouibi          |
| Waga ekstralekka (60 kg)   | Sofiane Milous           | Alae Idrissi       | Frazer Will           |
| Waga półlekka (66 kg)      | Sasha Mehmedovic         | Hambardzum Tonoyan | Ameen El-Hady         |
| Waga półlekka (66 kg)      | Sasha Mehmedovic         | Hambardzum Tonoyan | Fabrice Flammand      |
| Waga lekka (73 kg)         | Ugo Legrand              | Nick Tritton       | Ngambomo Lokuku       |
| Waga lekka (73 kg)         | Ugo Legrand              | Nick Tritton       | Jean-Philipppe Gagnon |
| Waga półśrednia (81 kg)    | Safouane Attaf           | Elias Nassif       | Mohamed Darwish       |
| Waga półśrednia (81 kg)    | Safouane Attaf           | Elias Nassif       | Florian Malitourne    |
| Waga średnia (90 kg)       | Mohamed El Assri         | Dieudonné Dolassem | Van Dijck             |
| Waga średnia (90 kg)       | Mohamed El Assri         | Dieudonné Dolassem | Bogdan Bărbulescu     |
| Waga ciężka (100 kg)       | Frédéric Stiegelman      | Daniel Brata       | Ndibu Mushi           |
| Waga ciężka (100 kg)       | Frédéric Stiegelman      | Daniel Brata       | Franck Moussima Ewane |
| Waga superciężka (+100 kg) | Islam Amr Abdallah Ahmed | Faicel Jaballah    | El Mehdi Malki        |
| Waga superciężka (+100 kg) | Islam Amr Abdallah Ahmed | Faicel Jaballah    | Kebika Mandembo       |

### Kobiety
| Kategoria wagowa        |                     |                     |                                       |
| ----------------------- | ------------------- | ------------------- | ------------------------------------- |
| Waga papierowa (48 kg)  | Aurore Climence     | Amani Khalfaoui     | Wafae Idrissi Chorfi                  |
| Waga papierowa (48 kg)  | Aurore Climence     | Amani Khalfaoui     | Enye Elsa Oyama                       |
| Waga musza (52 kg)      | Pénélope Bonna      | Hanae Kerroumi      | Monica Ungureanu                      |
| Waga musza (52 kg)      | Pénélope Bonna      | Hanae Kerroumi      | Marie Muller                          |
| Waga lekka (57 kg)      | Sarah Loko          | Fatima-Zohra Chakir | Andreea Chițu                         |
| Waga lekka (57 kg)      | Sarah Loko          | Fatima-Zohra Chakir | Joliane Melançon                      |
| Waga półśrednia (63 kg) | Rizlen Zouak        | Aida Ali Oualla     | Fary Seye                             |
| Waga półśrednia (63 kg) | Rizlen Zouak        | Aida Ali Oualla     | Laurence Cote                         |
| Waga średnia (70 kg)    | Magali Leguay       | Houda Miled         | Felicite Marie Mbala-Ntsama           |
| Waga średnia (70 kg)    | Magali Leguay       | Houda Miled         | Misenga Bwanga                        |
| Waga półciężka (78 kg)  | Catherine Roberge   | Amy Cotton          | Hana Mareghni                         |
| Waga półciężka (78 kg)  | Catherine Roberge   | Amy Cotton          | Christelle Clémentin Okobombe Foguing |
| Waga ciężka (+78 kg)    | Nihel Cheikh Rouhou | Aminata Diatta      | Emilie Andéol                         |
| Waga ciężka (+78 kg)    | Nihel Cheikh Rouhou | Aminata Diatta      | Odete Malkoune                        |

## Tabela medalowa zawodów
| Poz. | Państwo                       |    |    |    | Łącznie |
| ---- | ----------------------------- | -- | -- | -- | ------- |
| 1    | Francja                       | 8  | 0  | 2  | 10      |
| 2    | Maroko                        | 2  | 4  | 2  | 8       |
| 3    | Tunezja                       | 1  | 3  | 2  | 6       |
| 4    | Kanada                        | 1  | 2  | 2  | 5       |
| 5    | Egipt                         | 1  | 0  | 2  | 3       |
| 5    | Quebec                        | 1  | 0  | 2  | 3       |
| 7    | Kamerun                       | 0  | 1  | 3  | 4       |
| 7    | Rumunia                       | 0  | 1  | 3  | 4       |
| 9    | Senegal                       | 0  | 1  | 1  | 2       |
| 9    | Liban                         | 0  | 1  | 1  | 2       |
| 11   | Armenia                       | 0  | 1  | 0  | 1       |
| 12   | Demokratyczna Republika Konga | 0  | 0  | 4  | 4       |
| 13   | Francuska Wspólnota Belgii    | 0  | 0  | 2  | 2       |
| 14   | Luksemburg                    | 0  | 0  | 1  | 1       |
| 14   | Kongo                         | 0  | 0  | 1  | 1       |
|      | Łącznie                       | 14 | 14 | 28 | 56      |